# Calzada de Oropesa
Calzada de Oropesa – gmina w Hiszpanii, w prowincji Toledo, w Kastylii-La Mancha, o powierzchni 142,22 km². W 2011 roku gmina liczyła 563 mieszkańców.